# Alberico Evani
Alberico Evani, född 1 januari 1963, är en italiensk fotbollsspelare som spelade mittfältare för fotbollsklubbarna Milan, Sampdoria, Reggiana och Carrarese mellan 1980 och 1999. Evani spelade också 15 landslagsmatcher för det italienska fotbollslandslaget mellan 1991 och 1994, där höjdpunkten var att få ett silver i världsmästerskapet i fotboll 1994.
Efter spelarkarriären blev han 2009 involverad i att leda San Marino Calcio och sedan 2010 har han lett italienska ungdomslandslag (U18, U19 och U20) samt var temporär tränare för U21 under mars 2018.

## Vunna mästerskap och turneringar
Alberico Evani vann följande mästerskap och turneringar:
| Milan - Två Serie B-mästerskap (1980–1981, 1982–1983) - Tre Serie A-mästerskap (1987–1988, 1991–1992, 1992–1993) - Tre Supercoppa Italiana (1988, 1992, 1993) - Två Europacuper (1988–1989, 1989–1990) - Två Europeiska supercuper (1989, 1990) - Två Interkontinentala cuper (1989, 1990) | Sampdoria - En Coppa Italia (1993–1994) |